# 越南科学技术翰林院
越南科学技术翰林院是越南国立研究机构。2008年改为现名。在河内、胡志明市、海防市、順化市、芽莊市、大叻市设有分支机构。

## 组织架构
1. 办公厅
2. 人事及监察委员会
3. 计划-财务部
4. 国际合作局
5. 技术研究与应用局
6. 数学研究所
7. 物理研究所
8. 化学研究所
9. 天然化合物化学研究所
10. 力学研究所
11. 生态与生物资源研究所
12. 地理研究所
13. 地质研究所
14. 地球物理研究所
15. 水产研究所
16. 海洋环境与资源研究所
17. 海洋地质与地球物理研究所
18. 科学技术能源环境研究所
19. 材料科学研究所
20. 信息技术所
21. 生物技术研究所
22. 化工研究所
23. 空间技术研究所
24. 力学与应用信息研究所
25. 热带生物学研究所
26. 热带工程研究所
27. 应用材料科学研究所
28. 海洋生物化学研究所
29. 越南空间中心
30. 中央高原科学研究所
31. 基因组研究所
32. 档案信息中心
33. Bảo_tàng_Thiên_nhiên_Việt_Nam|越南国家自然博物馆}}
34. 自然科学技术出版社
35. 高新技术研究开发中心
36. 信息学和计算中心
37. 科学技术学院
38. 河内理工大学

## 历任院长
| 次序 | 姓名   | 出生日期      | 逝世日期      | 任职日期                       |
| ---- | ------ | ------------- | ------------- | ------------------------------ |
| 1    | 陈大义 | 1913年9月13日 | 1997年8月9日  | 1975年5月20日 - 1983年7月29日  |
| 2    | 阮文校 | 1938年7月21日 | 2022年1月23日 | 1983年7月29日 - 1994年11月10日 |
| 3    | 邓宇明 | 1946年9月11日 |               | 1994年10月11日 - 2008年1月2日  |
| 4    | 周文明 | 1961年2月11日 |               | 2008 年1月2日 -                |